# Ad Marginem
Ad Marginem, pełna nazwa Ad Marginem Press – rosyjskie wydawnictwo założone w 1993 roku przez Aleksandra Iwanowa, z siedzibą w Moskwie. Specjalizuje się w wydawaniu literatury faktu, twórczości filozofów zachodnich drugiej połowy XX wieku, a także w zakresie współczesnej kultury, sztuki i kuratorstwa. Nazwa przetłumaczona z łaciny oznacza „wzdłuż krawędzi”. Zaczynając jako projekt filozoficzny, wydawnictwo po raz pierwszy opublikowało w języku rosyjskim kilka klasycznych tekstów XX wieku: „Bycie i czas” Martina Heideggera, „Masa i władza” Eliasa Canettiego, „Nadzorować i karać” Michela Foucaulta, „Kino” Gilles’a Deleuze’a, „Dziennik moskiewski” Waltera Benjamina, „S/Z” i „Światło obrazu. Uwagi o fotografii” Rolanda Barthesa.

## Historia
W roku 1993 Aleksandr Iwanow zorganizował w piwnicy jednego z budynków w dzielnicy Zamoskworeczje w Moskwie własne wydawnictwo. W 1994 w tym samym pomieszczeniu została otwarta księgarnia „Ad Marginem”. W 1996 r. stanowisko kierownika działu książek w sklepie objął Michaił Kotomin, student wydziału filologicznego Uniwersytetu Moskiewskiego. Od 1998 roku rozpoczął aktywną pracę w wydawnictwie, najpierw jako menadżer, następnie awansował na zastępcę dyrektora i redaktora naczelnego.
W 2012 roku Ad Marginem wraz z muzeum sztuki współczesnej „Garaż” rozpoczęły projekt wydawniczy, w ramach którego publikowane są prace dotyczące różnych dziedzin współczesnej sztuki i kultury, takie jak „O fotografii” Susan Sontag, „Dzienniki” Andy’ego Warhola, „Kapitał w XXI wieku” Tomassa Piketty’ego. W 2016 roku Ad Marginem wraz ze studiem projektowym ABCdesign założył wydawnictwo A + A, specjalizujące się w ilustrowanych książkach z różnych gatunków: od literatury faktu dla dzieci po książki o sztuce współczesnej i projektowaniu.